# 戦争と人間 (映画)
『戦争と人間』（せんそうとにんげん）は、1970年（昭和45年）から1973年（昭和48年）にかけて公開された3部作の日本映画である。日活製作。監督は山本薩夫。
五味川純平の同名大河小説『戦争と人間』の映画化作品で、日本映画としては同じく五味川の小説を映画化した『人間の條件』の9時間31分に次ぐ9時間23分の長さを誇る、日活製作による戦争大河超大作である。

## 作品解説
物語は、1928年（昭和3年）の張作霖爆殺事件前夜から1939年（昭和14年）のノモンハン事件までを背景に、様々の層の人間の生き様から死に様までを描いている。そして、その後の太平洋戦争に至る経緯について丁寧に表現されている。
第三部ではソ連国内でモスフィルムの協力の下撮影が行われた。ノモンハン事件の大規模な戦闘シーンはソ連軍の協力で撮影されており、ソ連ロケ・ソ連軍全面協力の戦闘シーンという日本映画としては異例の大規模映画となっている。（稼働状態の戦車を準備する必要上、史実･考証とは異なるがT-34-85の実車が撮影に使用されている）
当初は東京裁判による伍代家の破滅まで描いた四部作を予定していたが、豪華キャスト・本格的な戦闘シーン・海外ロケと日本の映画史上でも屈指の大作であったため、当時の日活の経営悪化もあり結果的に予算が続かず、第三部で完結を強いられた。第一部だけでも3億5000万円の製作費がかかったが、大ヒット作となった。

## 受賞
- 第一部
  - 第44回キネマ旬報ベスト・テン 第2位
  - 第25回毎日映画コンクール 監督賞、美術賞、録音賞
  - 第24回日本映画技術賞（姫田真佐久）
- 第二部
  - 第45回キネマ旬報ベスト・テン 第4位
  - 第25回日本映画技術賞（横尾嘉良、深民浩、古山恒夫）
- 第三部
  - 第47回キネマ旬報ベスト・テン 第10位

## あらすじ
大正から昭和に元号が改められて間もなく、日本陸軍は中国北部満州の進出を計画していた。当時の日本は昭和恐慌による不景気が蔓延している。満州には無数の資源が埋まっており、そこで産業を興せば日本経済は回復し、特に東北地方農家の出稼ぎ労働、娘の身売り問題を解消できると将校達に唱えていた。そのために日本が支援する張作霖の奉天派軍閥の援軍要請を刻一刻と待っていたが来ないどころか、息子張学良達の説得により蒋介石との同盟に移行し日本に対抗しようとしていた。
1928年、三・一五事件により標耕平の兄、共産主義者の標拓郎は警察の手によって検挙される。その数日後、中堅財閥伍代の邸宅にてアメリカから帰国した長男の伍代英介歓送会が行われ、財閥の工場で技長の矢次憔夫は耕平を連れて当主由介、満州担当の弟喬介、次男の俊介、長女由紀子、次女順子の前に引き合わせる。パーティーでは日本の中国進出を巡る話題で持ちきりで由介は四大財閥を超えるため満州進出と軍需産業への参入を示唆し英介にそのプロジェクトに参画してもらうよう説く。一方、心優しい俊介は満州進出に疑問を抱くものの由介から、そんな心持では伍代の人間とは言えないと諭され矢次は耕平と遊びに行かせて二人は親友となる。由紀子は矢次との不倫願望を抱き彼を誘惑するが紳士を貫く彼に失望・失恋、遅れてやってきた憲兵の柘植進太郎に接近し、新たな恋に燃える。
当の満州では喬介の名は「満州伍代」と呼ばれており、流通業の一方阿片の密売など汚い仕事も手がけており、仕事とあれば危険な地でも赴く商社マンの高畠正典、伍代と酒、金のためなら暗殺を始めとした汚れ仕事を何でもこなす鴫田駒次郎が支えていた。

## スタッフ
- 監督：山本薩夫
- 企画：大塚和、武田靖、宮古とく子
- 原作：五味川純平
- 脚本：山田信夫（全部）、武田敦（第二部）
- 撮影：姫田真佐久
- 照明：岩木保夫（第一・二部）、熊谷秀夫（第三部）
- 録音：古山恒夫
- 美術：横尾嘉良（全部）、深民浩（第一・二部）、大村武（第三部）
- 編集：丹治睦夫（第一・二部）、鈴木晄（第三部）
- 音楽：佐藤勝
- 助監督：加藤彰（第一部）、小島義史（第一部）、結城良熙（第二部）、大沢豊（第二部）、岡本孝二（完結篇）、後藤俊夫（完結篇）
- 製作担当者：紫垣達郎（第一・二部）、福田慶治（第一部）、天野勝正（完結篇）、青木勝彦（完結篇）
- 色彩計測：内田周作（第一・二部）、佐藤重明（第一・二部）、田村輝行（完結篇）
- 史料考証：澤地久枝（第一・二部）
- 言語指導：廬星晃（第一部）、古場重幸（第二部）、宋元旲（第二部）
- 軍事指導：木島一郎
- 應援監督：磯見忠彦（第一部）
- 協力監督：河崎保（完結篇）、ニキタ・オルロフ（完結篇）
- 特殊撮影：日活特殊技術部（第一・二部）
- 特撮美術：成田亨（第二部）
- 現像：東洋現像所
- 協力：北海道中標津町（第一部）、アエロフロート・ソ連航空（完結篇）

## キャスト
- 伍代由介：滝沢修
- 伍代喬介：芦田伸介
- 伍代英介：高橋悦史
- 伍代由紀子：浅丘ルリ子
- 伍代俊介：中村勘九郎（第一部）→北大路欣也（第二部・第三部）
- 伍代順子：佐藤萬理（第一部）→吉永小百合（第二部・第三部）
- 柘植進太郎：高橋英樹
- 灰山浩一：江原真二郎
- お滝：水戸光子
- 武居弘通：波多野憲
- 鴫田駒次郎：三國連太郎（第一部・第二部）
- 高畠正典：高橋幸治（第一部・第二部）
- 標耕平：吉田次昭（第一部）→山本圭（第二部・第三部）
- 服部達夫：加藤剛（第一部・第二部）
- 大塩雷太：福崎和宏（第一部）→辻萬長（第二部）
- 梅谷邦：廣田治美（第一部）→和泉雅子（第二部）
- 梅谷庄吉：山田禅二（第一部・第二部）
- 鴻珊子：岸田今日子（第一部・第二部）
- 白永祥：山本学（第一部・第二部）
- 徐在林：地井武男（第一部・第二部）
- 陣内志郎：南原宏治（第一部・第二部）
- 趙瑞芳：栗原小巻（第一部・第二部）
- 趙大福：龍岡晋（第一部・第二部）
- 趙延年：岩崎信忠（第一部・第二部）
- 石原莞爾中佐→大佐：山内明（第一部・第二部）
- 板垣征四郎大佐→少将→中将：藤岡重慶
- ナレーター：鈴木瑞穂

### 第一部
- 篠崎書記官：石原裕次郎
- 大頭目：丹波哲郎
- 劉：大滝秀治
- 矢次憔夫：二谷英明
- 矢次僚子：三条泰子
- 不破学医師：田村高廣
- 高畠素子：松原智恵子
- 標拓郎：伊藤孝雄
- 佐川少佐（参謀本部員）：青木義朗
- 市来善兵衛：清水将夫
- 市来真吾：簗正昭
- 河本大作大佐（関東軍高級参謀）：中谷一郎
- 村岡長太郎関東軍司令官：小山源喜
- 大塩巡査：福山象三
- 森島守人総領事代理：滝田裕介
- 田伏ふさ（旅館女将）：関京子
- 梅谷庄吉の妻：新井麗子
- 真木信三郎：杉江広太郎[5]
- 花谷大尉（関東軍作戦参謀）：佐藤京一
- 荒木五郎（特務機関員）：井上昭文
- 山川（拓郎の仲間）：梅野泰靖
- 戸越ユキ：吉永倫子
- 李（抗日遊撃隊）：坂口芳貞
- 建川美次陸軍武官：大塚弘（ノンクレジット）
- 張作霖：落合義雄
- 小島巡査：長弘
- 若い女中（伍代家）：秋とも子
- 陸軍学校教官：渡辺晃三
- 呉（張作霖幕僚）：寄山弘
- 常（張作霖幕僚）：島村謙次
- 関東軍参謀：垂水悟郎
- 関東軍将校：北九州男、高橋明
- 満州浪人（壮士風の男）：河野弘
- 満州青年連盟の男：浜田晃
- 大頭目の手下：榎木兵衛、晴海勇三、有村道宏、賀川修嗣、黒田剛、沢美鶴、澄川透
- 屋台の客（失業者）：福原秀雄
- 中国の大道芸人：青木富夫
- 面会室の警官：伊豆見英輔
- 劉の配下に襲われる男：桂小かん
- 私服刑事：鴨田喜由、八代康二
- 警視庁の私服刑事：野村隆、本目雅昭
- 岡田猛馬：木浦佑三
- 軍事指導：木島一郎
- 中華料理店店主：衣笠真寿雄
- 東京のおでん屋：紀原土耕
- 中国人の馬車乗り：小泉郁之助
- 嵯峨誠也：神山勝
- 奉天の憲兵：白井鋭
- 若杉：杉本孝次
- 劉の配下：長浜鉄平
- 特務機関員：中平哲仟
- 徐の配下：溝口拳、氷室政司
- 金井章次：溝呂木但
- 金沢の女衒：宮原徳平
- 徐の仲間：大橋芳江
- 中華料理店店員：隅田和世
- 中国人：若原初子
- その他：川副博敏、瀬山孝司

### 第二部
- 狩野市郎：西村晃
- 狩野温子：佐久間良子
- 全明福：木村夏江
- 戸越ユキ：吉永倫子
- 朴：井川比佐志
- イワーノフ：大月ウルフ
- 相沢三郎中佐：玉川伊佐男
- 梁思生：前田昌明
- 島津：斉藤真
- 李（抗日遊撃隊）：坂口芳貞
- 武藤章中佐→大佐：藤田啓而
- 満州航空運行部長：相原巨典
- 張学良国民党政府副司令：久野征四郎
- 防人会の男：後藤陽吉、久遠利三
- 伍代本社総務部長：弘松三郎
- 甘栗売り：石津康彦
- 車夫：高原駿雄
- 特務機関員：矢藤昌宏
- 特高課長：高城淳一
- 特高刑事：草薙幸二郎、内田稔、玉村駿太郎、高橋明、田畑善彦、玉村駿太郎
- 看守：牧野義介
- 佐官将校：深江章喜
- 女衒：浅若芳太郎
- 松尾伝蔵：高野誠二郎
- ハルピンの憲兵隊長：晴海勇三
- 白逾桓：二木草之助
- 楊虎城：本目雅昭
- 捕虜：大浜詩郎、光でんすけ
- ホテルのボーイ：織田俊彦
- 満州開拓団員：河上喜史朗、玉井謙介
- 永田鉄山：鴨田喜由
- 工場の男：桂小かん、浜口竜哉
- 抗日遊撃隊の男：榎木兵衛、庄司三郎、氷室政司
- 憲兵：野村隆
- 馬車の御者：小泉郁之助
- 李の仲間：榎木兵衛、庄司三郎、氷室政司
- 日本軍守備隊上官：木島一郎
- 鈴木の妻：鈴村益代
- 胡恩：雪丘恵介
- 標耕平の会社の社員：宮原徳平
- 佐官将校の部下：柴田新三
- ハルピンの憲兵：白井鋭
- 将校：英原穣二
- 憲兵の上官：千賀拓夫
- その他：成合晃、中津川衛、中野千春、藤田陽一、沢美鶴、衣笠真寿雄

### 第三部
- 雨宮公一郎：加藤嘉
- 苫：夏純子
- 苫の父：藤原釜足
- 苫の母：田中筆子
- 田島駿一郎編集長：鈴木瑞穂
- 佐藤賢了中佐（軍務課員）：吉原正皓
- 辻政信少佐（関東軍参謀）：山本麟一
- 岩畔豪雄大佐：長弘
- 稲田正純大佐：高橋明
- 東條英機中将（陸軍次官）：井上正彦
- 植田謙吉大将：荻原実次郎
- 磯谷廉介中将：和沢昌治
- 小松原師団長：八代康二
- 荻洲軍司令官：久遠利三
- 従軍看護婦：二條朱美
- 女給：絵沢萌子
- 女子学生：片桐夕子
- 伍代満州支社長秘書：山科ゆり
- 女工：高山千草
- 将校：加地健太郎
- 関東軍参謀：渡部猛
- 関東軍将校：伊藤初雄
- 中国軍兵士：市村博
- 東京の憲兵：田村貫、上田耕一
- 憲兵：柄沢英二
- サイドカーの少佐：原田清人
- 古参上等兵：井上博一、清水幹生
- 古谷初年兵：粟津號
- 辻参謀関東軍の従卒：畠山麦
- 星野二郎：小林尚臣
- 伍代満州支社員：三上剛
- 特高刑事：下川辰平
- 工場の労務係：田村錦人
- 工員：近江大介、小杉勇次
- 第23師団の一人：小沢弘治、金親保雄、古川信興
- サイドカーの運転手：笠井一彦
- おでん屋の親父：桂小かん
- 第23聯隊上官：野村隆
- 第23聯隊兵士：北上忠行、谷文太（谷口芳昭）、氷室政司
- 満州支社調査室員：木俣定雄、小林亘、島村謙次
- 小島正一：佐藤正文
- 陸軍大佐：西島悌四郎
- 結構披露宴出席者：久松洪介
- 郵便配達員：水木京一
- 焼き討ちに合う中国人：吉田勇男（吉田朗人）
- 梅代：市川亜矢子
- おでん屋の仲居：大谷木洋子
- 眼鏡の男の連れ・中国人女性：加納愛子（加納千嘉）
- 雨宮夫人：堺美紀子
- 中国人少女：茂木みゆき
- その他：荒川常彦、飯島正明、大庭泉、川崎博敏、木島一郎、倉田地三、小見山玉樹、佐々木雄二、佐藤了一、里見たかし、沢川正、白井鋭、千歩憲生、高山彰、田畑善彦、細井雅男、三浦威、三宅康夫、村岡章、吉田真、力石民穂

## テレビ放送
1980年1月3日（木曜）から同年1月5日（土曜）まで東京12チャンネル（現・テレビ東京）で、『連続3日間特別ロードショー』と銘打ってのテレビ放送が行われた。全3回。放送時間は3日間ともに19:00 - 22:48 （日本標準時）。